# Marcetia taxifolia
Marcetia taxifolia är en tvåhjärtbladig växtart som först beskrevs av A.St.-hil., och fick sitt nu gällande namn av Dc.. Marcetia taxifolia ingår i släktet Marcetia och familjen Melastomataceae. Inga underarter finns listade i Catalogue of Life.